# Нитти, Фрэнк
Фрэнк Ральф Нитто (ур. Франческо Раффаэле Нитто, итальянский: [franˈtʃesko raffaˈɛːle ˈnitto]; 27 января 1886 года — 19 марта 1943 года), также известный как Фрэнк Нитти — итало-американский гангстер из Чикаго. Один из соратников Аль Капоне, наследовавший ему в качестве босса Чикагской мафии.

## Ранняя жизнь. Эпоха сухого закона
Франческо Раффаэле Нитто родился 27 января 1886 года в маленьком городке Ангри в провинции Салерно, область Кампания, королевства Италия. Был вторым сынов в семье Луиджи и Розины (Феццы) Нитто и кузеном Аль Капоне. Отец умер в 1888 году, и через год Розина вышла замуж за Франческо Долендо. Хотя у пары родилось ещё двое детей, помимо Франческо и его старшей сестры Джованнины ни один из них не выжил. Франческо Долендо эмигрировал в США в июле 1890 года, а остальные члены семьи последовали за ним в июне 1893 года. Семья поселилась в районе Бруклина в Нью-Йорке. Маленький Франческо ходил в государственную школу и подрабатывал после школы, чтобы содержать семью. Его 15-летняя сестра вышла замуж за 24-летнего мужчину, и его мать родила его сводного брата Рафаэля в 1894 году, а через два года — Дженнаро. Он бросил школу после седьмого класса и работал как пинсеттер, фабричный рабочий и парикмахер. Семья Аль Капоне жила поблизости, и Нитти дружил со старшими братьями Капоне и их преступной группировкой «The Navy Street Boys».
Ухудшающиеся отношения с Долендо вынудили его уйти из дом в 14 лет, после чего он начал работать на различных местных фабриках. Примерно в 1910 году он покинул Бруклин. Следующие несколько лет его жизни плохо задокументированы, и мало что можно установить. Вероятно, он переехал в Чикаго примерно в 1913 году, работая парикмахером и познакомившись с гангстерами Алексом Луи Гринбергом и Дином О’Бэнионом. 18 октября 1917 года в Далласе он женился на чикагской девушке Розе (Роуз) Левитт. К 1918 году Нитти поселился здесь по адресу 914 South Halsted Street. Он быстро возобновил контакты с Гринбергом и О’Бэнионом, занявшись кражей драгоценностей, контрабандистом спиртных напитков и скупкой краденного. Благодаря своей деятельности в сфере контрабанды привлек внимание криминального авторитета Чикаго Джона Торрио и его подручного Аль Капоне. Вскоре Нитти стал членом партнером преступного синдиката Галвестона, которым руководил Джонни Джек Нунес. Сообщается, что в 1924 году он украл крупную сумму денег у Нунеса и его товарища Голландца Войта, после чего сбежал обратно в Чикаго. Год спустя его видели в баре в Хьюстоне, после чего два бандита нашли Нитти, отвезли его обратно в Галвестон и заставили вернуть украденное.
При преемнике Торрио Аль Капоне репутация Нитти резко возросла. Нитти руководил операцией Капоне по контрабанде и распространению спиртных напитков, импортируя виски из Канады и продавая его через сеть подпольных питейных заведений и клубов в Чикаго. Нитти был одним из главных лейтенантов Капоне, который доверял ему за лидерские качества и деловую хватку. Поскольку Нитти был земляком Капоне, он смог помочь тому проникнуть в преступный мир Сицилии и Каморры, чего в одиночку Капоне никогда не мог. Капоне так высоко ценил Нитти, что, когда он попал в тюрьму в 1929 году, он назвал Нитти членом триумвирата, который управлял бандой вместо него. Нитти был руководителем операций, с Джейком Гузиком (администрация) и Тони Аккардо. Несмотря на свое прозвище «Вышибала» (англ. Enforser), для совершения актов насилия Нитти использовал солдат мафии и наёмников, а не делал это сам. Фрэнк и Роуз Левитт развелся в 1928 году и вскоре после этого женился на дочери мафиозного врача и бывшей соседке Нитти в 1920-х годах Анне Ронга Через Общество детских домов Теннесси пара усыновила мальчика Джозефа.

## Во главе чикагской мафии
В 1931 году был обвинён в уклонении от уплаты налогов, за что получил 18 месяцев тюремного заключения, который отбывал в канзасском Левенуэрте. В это же время Капоне по тем же обвинениям был осуждён на 11 лет. Когда Нитти вышел на свободу 25 марта 1932 года, он занял место своего босса, а не Пол Рикка, который исполнял обязанности лидера чикагской группировки в течение шести месяцев между посадкой Капоне в октябре 1931 года и освобождением Нитти. Опасавшийся посадки за нарушение условно-досрочного освобождения Нитти после выхода из тюрьмы направил Рикку эмиссаром на встречу с Лаки Лучано, Мейером Лански и другими мафиози).
После обретения Нитти полномочий, чикагская мафия перешла от проституции и азартных игр к другим областям, включая контроль над профсоюзами.
19 декабря 1932 года группа чикагских полицейских во главе с сержантами-детективами Гарри Лэнгом и Гарри Миллером совершила налет на офис Нитти, в ходе которого Лэнг трижды выстрелил в мафиози в спину и шею. Затем он выстрелил в себя (легкое ранение в плоть), чтобы его действия выглядели как самооборона. Дальнейшие судебные процессы показали, что покушение на убийство было лично заказано новоизбранным мэром Чикаго Антоном Чермаком, который якобы хотел ликвидировать чикагскую мафию в пользу своих подконтрольных гангстеров. Нитти пережил покушение, и в феврале 1933 года был оправдан по делу о покушении на убийство. Гарри Лэнг и Гарри Миллер были уволены из полиции и оштрафованы на 100 долларов.
Анна Нитто умерла 19 ноября 1940 года в чикагской больнице Мерси от неуточненного внутреннего недуга. Нитти женился на Аннет (Тони) Караветта 14 мая 1942 года.

## Смерть

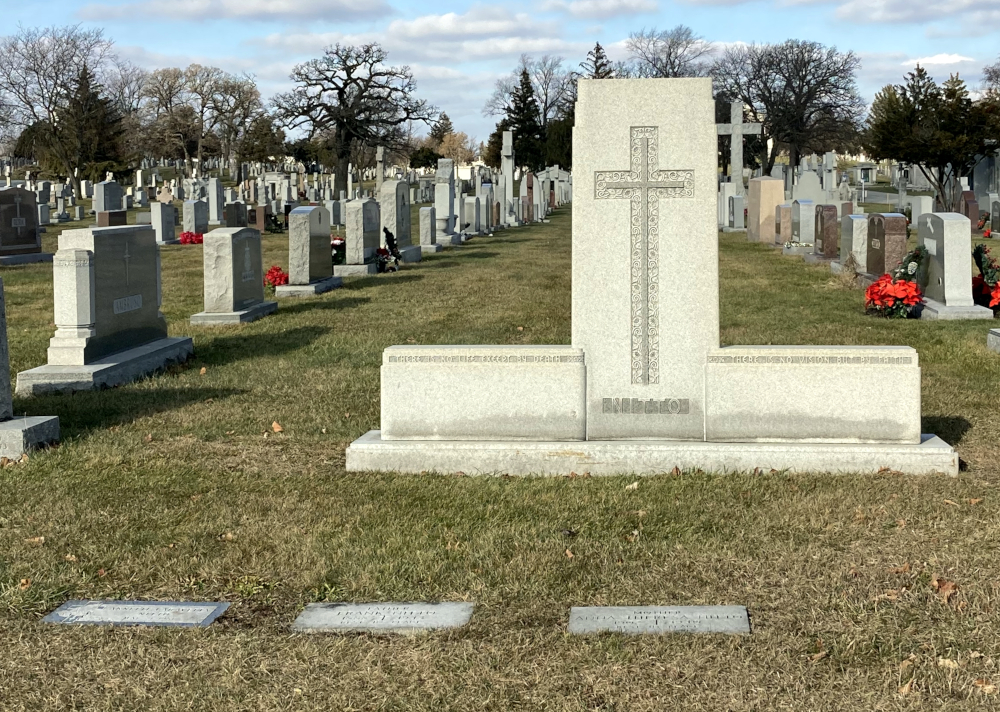
Могила.

В 1943 году многие высокопоставленные члены Chicago Outfit, включая Нитти, были обвинены в попытке вымогательства денег у некоторых из крупнейших киностудий, включая Columbia Pictures, Metro-Goldwyn-Mayer, Paramount Pictures, RKO Pictures и 20th Century Fox. Студии сотрудничали с преступной организацией, чтобы избежать проблем с профсоюзами. На встрече лидеров чикагской мафии в доме Нитти, Рикка обвинил его в предъявлении обвинений, ибо схема была создана самим Нитти и его доверенным соратником Вилли Биоффом (оказавшегося информатором ФБР). Следуя логике преступника, после этого Нитти должен был отправиться в тюрьму (чего сам он не хотел, получив во время первой отсидки клаустрофобию).
За день до запланированного выступления перед большим жюри Нитти покончил жизнь самоубийством, сделав три выстрела в голову (смертельной оказалась лишь одна из пуль, застрявшая в верхней части черепа). Вскрытие показало, что уровень алкоголя в крови составлял высокие 0,23. На следующий день жюри коронера постановило, что Нитти «покончил жизнь самоубийством, находясь в состоянии временной невменяемости и в подавленном настроении»
Фрэнк Нитти умер 19 марта 1943 года в возрасте 57 лет, похоронен на кладбище Маунт Кармель в Хиллсайд, штат Иллинойс.

## В культуре

### Медиа
- Телесериал ABC Неприкасаемые (1959—1963 год). Роль исполнил Брюс Гордон.
- Фильм Резня в день Святого Валентина (1967 год). Роль исполнил Харольд Джей Стоун.
- Фильм Капоне (1975 год). Роль исполнил Сильвестр Сталлоне.
- Фильм The Неприкасаемые. Роль исполнил Билли Драго.
- Телевизионный фильм ABC Нитти-гангстер (1988 год). Роль исполнил Энтон Лапалья.
- Телесериал в формате телевизионной синдикации Неприкасаемые (1993 год). Роль исполнил Пол Реджина.
- Фильм Проклятый путь (2002 год). Роль исполнил Стэнли Туччи.
- Фильм Джонни Д. (2009 год). Роль исполнил Билл Кэмп.
- Телесериал Comedy Central «Пьяная история» (2013 год). Роль исполнил Уилл Сассо.

### Спорт
Хоккейный вратарь Антеро Нииттимяки разместил на своём шлеме изображение Нитти из-за схожести фамилий.

### Комментарии
1. ↑  Хотя имя Фрэнка Нитти стало известным в американской криминальной истории, сам он использовал фамилию Нитто; Нитти его называли полицейские, журналисты и бандиты[5].